# Patrick Kogler
Patrick Kogler (* 13. September 1987 in Waidhofen/Ybbs) ist ein ehemaliger österreichischer Fußballspieler.

## Karriere
Kogler begann seine Karriere beim SCU Ybbsitz, ehe er in die Akademie des SKN St. Pölten kam. Später spielte er beim UFC St. Peter/Au in Niederösterreich. 2008 kam er zum SV Mattersburg in die österreichische Bundesliga. Sein Debüt in der Bundesliga gab er am 2. Spieltag (12. Juli 2008) gegen die SV Ried, als er in der 63. Minute für Thomas Salamon eingewechselt wurde. Das Spiel endete 2:1 für Mattersburg. Nach zwei weiteren Einsätzen kehrte er im Januar 2009 zu seinem Stammklub UFC St. Peter/Au zurück. Dort spielte er bis zum Jahr 2013 in der Niederösterreichischen Landesliga. Im Sommer 2013 schloss er sich dem SKU Amstetten an, der in der Regionalliga Ost spielte.
Nach einem halben Jahr kehrte er zu seinem Stammverein zurück und trat für diesen bis zur Saison 2017/18 – zum Ende hin immer unregelmäßiger – in Erscheinung. Nachdem er die Spielzeit 2018/19 pausiert hatte, kam er im Herbst 2019 noch einmal zu vier Ligaauftritten für die mittlerweile wieder eine Spielklasse tiefer agierende Mannschaft. Danach sind keine weiteren Einsätze Koglers mehr bekannt. Im Frühjahr 2023 gab er sein kurzzeitiges Comeback für den Klub aus St. Peter in der Au und absolvierte drei Meisterschaftsspiele, wovon er eines über die volle Spieldauer bestritt. Dem vorangegangen war seine Anstellung als Co-Trainer an der Seite von Günter Zach im Sommer 2022. Davor war er bereits seit dem Frühling 2022 in der Reservemannschaft des Vereins zu regelmäßigen Einsätzen gekommen und war zeitweise auch als deren Trainer in Erscheinung getreten. Seit Sommer 2022 ist Kogler, der im Februar 2023 die ÖFB-D-Trainerlizenz erlangte, Co-Trainer der ersten Kampfmannschaft sowie der Reservemannschaft.
Im Mai 2024 absolvierte er nochmals einen Kurzeinsatz für den UFC – diesmal bereits in der 1. Landesliga. Im nachfolgenden Juli 2024 kam er für die Mannschaft auch in Freundschaftsspielen zum Einsatz und absolvierte eine Partie für die zweite Mannschaft mit Spielbetrieb in der achtklassigen 2. Klasse Ybbstal Alpenvorland.